# Elecciones estatales de Sinaloa de 2024
Las elecciones estatales de Sinaloa se realizaron el domingo 2 de junio de 2024, simultáneamente con las elecciones federales, y en ellas se renovaron los siguientes cargos de elección popular del estado mexicano de Sinaloa:
- 40 diputados locales: 24 electos por medio de mayoría simple y los otros 16 elegidos bajo un sistema de representación proporcional. Constituirán, a partir del 1 de octubre de 2024, la LXV Legislatura del Congreso del Estado de Sinaloa, con posibilidad de reelección por hasta tres periodos adicionales.
- 20 ayuntamientos: Formados por un presidente municipal y un grupo de regidores que conforman el cabildo municipal, electos para un periodo de tres años, reelegibles hasta por un período adicional. Los municipios de Eldorado y Juan José Ríos elegirán por primera vez a sus autoridades municipales, luego de que su municipalización fuera publicada en el Periódico Oficial del Estado de Sinaloa.[5][6]

## Organización

### Partidos políticos
En las elecciones estatales tienen derecho a participar nueve partidos políticos. Siete son partidos políticos con registro nacional: Partido Acción Nacional (PAN), Partido Revolucionario Institucional (PRI), Partido de la Revolución Democrática (PRD), Partido del Trabajo (PT), Partido Verde Ecologista de México (PVEM), Movimiento Ciudadano (MC), Movimiento Regeneración Nacional (MORENA). Y dos partidos político estatales: Partido Sinaloense (PAS) y Partido Encuentro Solidario Sinaloa (PES).

### Proceso electoral
La campaña electoral inició el 15 de abril de 2024 para todos los cargos de elección popular del estado y se extiende durante dos meses, hasta el 29 de mayo. La votación está programada para hacerse el 2 de junio de 2024, de las 8 de la mañana a las 6 de la tarde, en simultáneo con las elecciones federales. Se estima que el cómputo final de resultados se publique el 5 de junio.

### Distritos electorales
Para la elección de diputados de mayoría relativa del Congreso del Estado de Sinaloa, la entidad se divide en 24 distritos electorales. La distritación electoral vigente fue publicada por el Instituto Nacional Electoral en noviembre de 2022.
| Distrito | Cabecera          | Municipios | Mapa |
| -------- | ----------------- | ---------- | ---- |
| 1        | El Fuerte         | 2          |      |
| 2        | Ahome             | 1          |      |
| 3        | Ahome             | 1          |      |
| 4        | Ahome             | 1          |      |
| 5        | Ahome             | 1          |      |
| 6        | Mocorito          | 3          |      |
| 7        | Guasave           | 1          |      |
| 8        | Guasave           | 1          |      |
| 9        | Salvador Alvarado | 3          |      |
| 10       | Navolato          | 1          |      |
| 11       | Culiacán          | 1          |      |
| 12       | Culiacán          | 1          |      |
| 13       | Culiacán          | 1          |      |
| 14       | Culiacán          | 1          |      |
| 15       | Culiacán          | 1          |      |
| 16       | Culiacán          | 1          |      |
| 17       | Culiacán          | 1          |      |
| 18       | Culiacán          | 1          |      |
| 19       | Elota             | 4          |      |
| 20       | Mazatlán          | 1          |      |
| 21       | Mazatlán          | 1          |      |
| 22       | Mazatlán          | 1          |      |
| 23       | Mazatlán          | 1          |      |
| 24       | Rosario           | 3          |      |

## Resultados electorales

### Ayuntamientos

Distribución de los ayuntamientos electos por partido político.

|  | 47.00 % |

|  | 11.84 % |

|  | 11.62 % |

|  | 6.61 % |

|  | 5.66 % |

|  | 5.50 % |

|  | 4.44 % |

|  | 1.39 % |

|  | 0.87 % |

|  | 0.15 % |

|  | 0.05 % |

|  | 95.13 % |

|  | 4.88 % |

|  | 54.81 % |

#### Ayuntamiento de Ahome
|  | 42.44 % |

|  | 40.31 % |

|  | 5.59 % |

|  | 3.32 % |

|  | 2.68 % |

|  | 0.66 % |

|  | 0.05 % |

|  | 95.00 % |

|  | 4.93 % |

|  | 55.58 % |

#### Ayuntamiento de Angostura
|  | 45.52 % |

|  | 40.13 % |

|  | 7.95 % |

|  | 1.70 % |

|  | 0.79 % |

|  | 0.03 % |

|  | 96.09 % |

|  | 3.87 % |

|  | 66.42 % |

#### Ayuntamiento de Badiraguato
|  | 43.98 % |

|  | 37.60 % |

|  | 4.59 % |

|  | 3.21 % |

|  | 2.36 % |

|  | 1.24 % |

|  | 0.98 % |

|  | 0.68 % |

|  | 0.02 % |

|  | 94.64 % |

|  | 5.35 % |

|  | 54.74 % |

#### Ayuntamiento de Choix
|  | 46.62 % |

|  | 42.74 % |

|  | 2.17 % |

|  | 2.07 % |

|  | 1.51 % |

|  | 0.56 % |

|  | 0.01 % |

|  | 95.67 % |

|  | 4.31 % |

|  | 61.69 % |

#### Ayuntamiento de Concordia
|  | 62.71 % |

|  | 23.24 % |

|  | 3.94 % |

|  | 2.93 % |

|  | 1.91 % |

|  | 0.01 % |

|  | 94.73 % |

|  | 5.26 % |

|  | 55.43 % |

#### Ayuntamiento de Cosalá
|  | 50.40 % |

|  | 39.81 % |

|  | 4.88 % |

|  | 0.74 % |

|  | 0.71 % |

|  | 0.02 % |

|  | 96.54 % |

|  | 3.44 % |

|  | 62.47 % |

#### Ayuntamiento de Culiacán
|  | 50.48 % |

|  | 31.54 % |

|  | 5.51 % |

|  | 4.39 % |

|  | 2.42 % |

|  | 0.89 % |

|  | 0.07 % |

|  | 95.23 % |

|  | 4.70 % |

|  | 54.11 % |

#### Ayuntamiento de El Fuerte
|  | 42.36 % |

|  | 29.55 % |

|  | 12.59 % |

|  | 4.22 % |

|  | 2.85 % |

|  | 1.40 % |

|  | 0.83 % |

|  | 0.78 % |

|  | 0.60 % |

|  | 0.05 % |

|  | 95.18 % |

|  | 4.77 % |

|  | 58.53 % |

#### Ayuntamiento de Eldorado
|  | 59.11 % |

|  | 23.65 % |

|  | 3.67 % |

|  | 2.79 % |

|  | 2.64 % |

|  | 2.14 % |

|  | 0.01 % |

|  | 94.00 % |

|  | 5.99 % |

|  | 55.68 % |

#### Ayuntamiento de Elota
|  | 28.69 % |

|  | 28.50 % |

|  | 19.71 % |

|  | 11.38 % |

|  | 4.19 % |

|  | 2.19 % |

|  | 0.11 % |

|  | 94.66 % |

|  | 5.22 % |

|  | 55.46 % |

#### Ayuntamiento de Escuinapa
|  | 38.00 % |

|  | 25.37 % |

|  | 18.44 % |

|  | 11.40 % |

|  | 2.30 % |

|  | 0.15 % |

|  | 0.06 % |

|  | 95.66 % |

|  | 4.29 % |

|  | 54.87 % |

#### Ayuntamiento de Guasave
|  | 52.83 % |

|  | 23.27 % |

|  | 7.43 % |

|  | 7.24 % |

|  | 2.56 % |

|  | 0.78 % |

|  | 0.04 % |

|  | 94.11 % |

|  | 5.84 % |

|  | 54.67 % |

#### Ayuntamiento de Juan José Ríos
|  | 39.62 % |

|  | 30.32 % |

|  | 15.97 % |

|  | 8.20 % |

|  | 0.46 % |

|  | 0.02 % |

|  | 94.57 % |

|  | 5.40 % |

|  | 55.29 % |

#### Ayuntamiento de Mazatlán
|  | 51.47 % |

|  | 37.26 % |

|  | 3.38 % |

|  | 2.95 % |

|  | 0.66 % |

|  | 0.04 % |

|  | 95.72 % |

|  | 4.24 % |

|  | 52.85 % |

#### Ayuntamiento de Mocorito
|  | 51.47 % |

|  | 19.94 % |

|  | 9.43 % |

|  | 6.37 % |

|  | 5.85 % |

|  | 1.05 % |

|  | 0.02 % |

|  | 94.11 % |

|  | 5.87 % |

|  | 56.08 % |

#### Ayuntamiento de Navolato
|  | 37.79 % |

|  | 37.77 % |

|  | 7.08 % |

|  | 6.62 % |

|  | 3.04 % |

|  | 1.85 % |

|  | 0.02 % |

|  | 94.15 % |

|  | 5.83 % |

|  | 52.56 % |

#### Ayuntamiento de Rosario
|  | 38.82 % |

|  | 27.06 % |

|  | 20.41 % |

|  | 6.97 % |

|  | 2.16 % |

|  | 0.00 % |

|  | 95.42 % |

|  | 4.58 % |

|  | 57.74 % |

#### Ayuntamiento de Salvador Alvarado
|  | 51.13 % |

|  | 32.33 % |

|  | 6.30 % |

|  | 3.34 % |

|  | 2.22 % |

|  | 0.81 % |

|  | 0.06 % |

|  | 96.13 % |

|  | 3.81 % |

|  | 58.34 % |

#### Ayuntamiento de San Ignacio
|  | 62.23 % |

|  | 20.69 % |

|  | 4.81 % |

|  | 4.26 % |

|  | 1.19 % |

|  | 1.15 % |

|  | 0.02 % |

|  | 94.33 % |

|  | 5.64 % |

|  | 56.74 % |

#### Ayuntamiento de Sinaloa
|  | 55.54 % |

|  | 7.56 % |

|  | 7.40 % |

|  | 7.01 % |

|  | 5.91 % |

|  | 4.14 % |

|  | 3.14 % |

|  | 1.32 % |

|  | 0.05 % |

|  | 92.68 % |

|  | 7.29 % |

|  | 52.02 % |

### Congreso del Estado

Diputados LXV Legislatura del Congreso del Estado de Sinaloa.

|  | 10.23 % |

|  | 10.45 % |

|  | 1.25 % |

|  | 5.97 % |

|  | 4.09 % |

|  | 6.83 % |

|  | 6.30 % |

|  | 48.76 % |

|  | 1.04 % |

|  | 0.05 % |

|  | 94.92 % |

|  | 5.04 % |

|  | 55.19 % |

#### Distrito I (El Fuerte)
| Distrito electoral local 1 de Sinaloa      | Distrito electoral local 1 de Sinaloa   | Distrito electoral local 1 de Sinaloa   | Distrito electoral local 1 de Sinaloa | Resultados | Resultados |
| Candidato                                  | Candidato                               | Candidato                               | Partido/Coalición | Votos      | Porcentaje |
| ------------------------------------------ | --------------------------------------- | --------------------------------------- | --- | ---------- | ---------- |
| Arlethe Paola Cota Trevizo                 |                                         | Arlethe Paola Cota Trevizo              | Fuerza y Corazón por Sinaloa - Partido Acción Nacional - Partido Revolucionario Institucional - Partido de la Revolución Democrática - Partido Sinaloense |            | —          |
| Raquel Guadalupe Guerrero Vega             |                                         | Raquel Guadalupe Guerrero Vega          | Partido del Trabajo |            | —          |
| Briseida Valenzuela Buichia                |                                         | Briseida Valenzuela Buichia             | Candidatura Común - Partido Verde Ecologista de México - Movimiento Regeneración Nacional                                                                 |            | —          |
| Eder Hernán Rivera Gutiérrez               |                                         | Eder Hernán Rivera Gutiérrez            | Movimiento Ciudadano |            | —          |
| Vicente Chinchillas Juárez                 |                                         | Vicente Chinchillas Juárez              | Partido Encuentro Solidario Sinaloa |            | —          |
|                                            |                                         | —                                       | Candidatos no registrados | —          | —          |
| Total de votos válidos                     | Total de votos válidos                  | Total de votos válidos                  | Total de votos válidos |            | —          |
| Votos nulos                                | Votos nulos                             | Votos nulos                             | Votos nulos |            | —          |
| Total de votos emitidos (participación)    | Total de votos emitidos (participación) | Total de votos emitidos (participación) | Total de votos emitidos (participación) |            | —          |
| Habitantes inscritos                       | Habitantes inscritos                    | Habitantes inscritos                    | Habitantes inscritos | 99 978     |            |
| Población                                  |                                         |                                         | |            |            |
| Instituto Electoral del Estado de Sinaloa. |                                         |                                         | |            |            |

#### Distrito II (Los Mochis)
| Distrito electoral local 2 de Sinaloa      | Distrito electoral local 2 de Sinaloa   | Distrito electoral local 2 de Sinaloa   | Distrito electoral local 2 de Sinaloa | Resultados | Resultados |
| Candidato                                  | Candidato                               | Candidato                               | Partido/Coalición | Votos      | Porcentaje |
| ------------------------------------------ | --------------------------------------- | --------------------------------------- | --- | ---------- | ---------- |
| Manrique Nielsen Castro                    |                                         | Manrique Nielsen Castro                 | Fuerza y Corazón por Sinaloa - Partido Revolucionario Institucional - Partido Acción Nacional - Partido de la Revolución Democrática - Partido Sinaloense |            | —          |
| Dora Alicia Ayala Torres                   |                                         | Dora Alicia Ayala Torres                | Partido del Trabajo |            | —          |
| María Guadalupe Esparza Méndez             |                                         | María Guadalupe Esparza Méndez          | Partido Verde Ecologista de México |            | —          |
| Brissia Adelita Álvarez Valdez             |                                         | Brissia Adelita Álvarez Valdez          | Movimiento Ciudadano |            | —          |
| Juana Minerva Vázquez Gonzales             |                                         | Juana Minerva Vázquez Gonzales          | Movimiento Regeneración Nacional |            | —          |
| Kennelma Amira Sepúlveda Laurean           |                                         | Kennelma Amira Sepúlveda Laurean        | Partido Encuentro Solidario Sinaloa |            | —          |
|                                            |                                         | —                                       | Candidatos no registrados | —          | —          |
| Total de votos válidos                     | Total de votos válidos                  | Total de votos válidos                  | Total de votos válidos |            | —          |
| Votos nulos                                | Votos nulos                             | Votos nulos                             | Votos nulos |            | —          |
| Total de votos emitidos (participación)    | Total de votos emitidos (participación) | Total de votos emitidos (participación) | Total de votos emitidos (participación) |            | —          |
| Habitantes inscritos                       | Habitantes inscritos                    | Habitantes inscritos                    | Habitantes inscritos | 92 134     |            |
| Población                                  |                                         |                                         | |            |            |
| Instituto Electoral del Estado de Sinaloa. |                                         |                                         | |            |            |

#### Distrito III (Los Mochis)
| Distrito electoral local 3 de Sinaloa      | Distrito electoral local 3 de Sinaloa   | Distrito electoral local 3 de Sinaloa   | Distrito electoral local 3 de Sinaloa | Resultados | Resultados |
| Candidato                                  | Candidato                               | Candidato                               | Partido/Coalición | Votos      | Porcentaje |
| ------------------------------------------ | --------------------------------------- | --------------------------------------- | --- | ---------- | ---------- |
| María Elvira Vega Audelo                   |                                         | María Elvira Vega Audelo                | Fuerza y Corazón por Sinaloa - Partido Revolucionario Institucional - Partido Acción Nacional - Partido de la Revolución Democrática - Partido Sinaloense |            | —          |
| Jesús Ramón Cruz Macias                    |                                         | Jesús Ramón Cruz Macias                 | Partido del Trabajo |            | —          |
| Claudia Margarita González Magdalen        |                                         | Claudia Margarita González Magdalen     | Partido Verde Ecologista de México |            | —          |
| Carlos Eduardo Echeverría Villegas         |                                         | Carlos Eduardo Echeverría Villegas      | Movimiento Ciudadano |            | —          |
| César Ismael Guerrero Alarcón              |                                         | César Ismael Guerrero Alarcón           | Movimiento Regeneración Nacional |            | —          |
| Rocío Arely Efigenia Castro Guzmán         |                                         | Rocío Arely Efigenia Castro Guzmán      | Partido Encuentro Solidario Sinaloa |            | —          |
|                                            |                                         | —                                       | Candidatos no registrados | —          | —          |
| Total de votos válidos                     | Total de votos válidos                  | Total de votos válidos                  | Total de votos válidos |            | —          |
| Votos nulos                                | Votos nulos                             | Votos nulos                             | Votos nulos |            | —          |
| Total de votos emitidos (participación)    | Total de votos emitidos (participación) | Total de votos emitidos (participación) | Total de votos emitidos (participación) |            | —          |
| Habitantes inscritos                       | Habitantes inscritos                    | Habitantes inscritos                    | Habitantes inscritos | 91 364     |            |
| Población                                  |                                         |                                         | |            |            |
| Instituto Electoral del Estado de Sinaloa. |                                         |                                         | |            |            |

#### Distrito IV (Los Mochis)
| Distrito electoral local 4 de Sinaloa      | Distrito electoral local 4 de Sinaloa   | Distrito electoral local 4 de Sinaloa   | Distrito electoral local 4 de Sinaloa | Resultados | Resultados |
| Candidato                                  | Candidato                               | Candidato                               | Partido/Coalición | Votos      | Porcentaje |
| ------------------------------------------ | --------------------------------------- | --------------------------------------- | --- | ---------- | ---------- |
| Elizabeth Chia Galaviz                     |                                         | Elizabeth Chia Galaviz                  | Fuerza y Corazón por Sinaloa - Partido Sinaloense - Partido Acción Nacional - Partido Revolucionario Institucional - Partido de la Revolución Democrática |            | —          |
| Beatriz Selene Ruelas Quevedo              |                                         | Beatriz Selene Ruelas Quevedo           | Partido del Trabajo |            | —          |
| Raúl Cota Arredondo                        |                                         | Raúl Cota Arredondo                     | Partido Verde Ecologista de México |            | —          |
| Juan Carlos Gabriel Carlón Moreno          |                                         | Juan Carlos Gabriel Carlón Moreno       | Movimiento Ciudadano |            | —          |
| Genaro García Castro                       |                                         | Genaro García Castro                    | Movimiento Regeneración Nacional |            | —          |
| Alma Delia Miranda Galaviz                 |                                         | Alma Delia Miranda Galaviz              | Partido Encuentro Solidario Sinaloa |            | —          |
|                                            |                                         | —                                       | Candidatos no registrados | —          | —          |
| Total de votos válidos                     | Total de votos válidos                  | Total de votos válidos                  | Total de votos válidos |            | —          |
| Votos nulos                                | Votos nulos                             | Votos nulos                             | Votos nulos |            | —          |
| Total de votos emitidos (participación)    | Total de votos emitidos (participación) | Total de votos emitidos (participación) | Total de votos emitidos (participación) |            | —          |
| Habitantes inscritos                       | Habitantes inscritos                    | Habitantes inscritos                    | Habitantes inscritos | 83 006     |            |
| Población                                  |                                         |                                         | |            |            |
| Instituto Electoral del Estado de Sinaloa. |                                         |                                         | |            |            |

#### Distrito V (Los Mochis)
| Distrito electoral local 5 de Sinaloa      | Distrito electoral local 5 de Sinaloa   | Distrito electoral local 5 de Sinaloa   | Distrito electoral local 5 de Sinaloa | Resultados | Resultados |
| Candidato                                  | Candidato                               | Candidato                               | Partido/Coalición | Votos      | Porcentaje |
| ------------------------------------------ | --------------------------------------- | --------------------------------------- | --- | ---------- | ---------- |
| Marivel Tereza Castillo Valenzuela         |                                         | Marivel Tereza Castillo Valenzuela      | Fuerza y Corazón por Sinaloa - Partido Revolucionario Institucional - Partido Acción Nacional - Partido de la Revolución Democrática - Partido Sinaloense |            | —          |
| Lucio Antonio Tarín Espinoza               |                                         | Lucio Antonio Tarín Espinoza            | Partido del Trabajo |            | —          |
| Antonio Menéndez de Llano Bermúdez         |                                         | Antonio Menéndez de Llano Bermúdez      | Candidatura Común - Partido Verde Ecologista de México - Movimiento Regeneración Nacional                                                                 |            | —          |
| Guadalupe López Ontiveros                  |                                         | Guadalupe López Ontiveros               | Movimiento Ciudadano |            | —          |
| Karla Zulema Cital López                   |                                         | Karla Zulema Cital López                | Partido Encuentro Solidario Sinaloa |            | —          |
|                                            |                                         | —                                       | Candidatos no registrados | —          | —          |
| Total de votos válidos                     | Total de votos válidos                  | Total de votos válidos                  | Total de votos válidos |            | —          |
| Votos nulos                                | Votos nulos                             | Votos nulos                             | Votos nulos |            | —          |
| Total de votos emitidos (participación)    | Total de votos emitidos (participación) | Total de votos emitidos (participación) | Total de votos emitidos (participación) |            | —          |
| Habitantes inscritos                       | Habitantes inscritos                    | Habitantes inscritos                    | Habitantes inscritos | 91 178     |            |
| Población                                  |                                         |                                         | |            |            |
| Instituto Electoral del Estado de Sinaloa. |                                         |                                         | |            |            |

#### Distrito VI (Mocorito)
| Distrito electoral local 6 de Sinaloa      | Distrito electoral local 6 de Sinaloa   | Distrito electoral local 6 de Sinaloa   | Distrito electoral local 6 de Sinaloa | Resultados | Resultados |
| Candidato                                  | Candidato                               | Candidato                               | Partido/Coalición | Votos      | Porcentaje |
| ------------------------------------------ | --------------------------------------- | --------------------------------------- | --- | ---------- | ---------- |
| Aglae Mylene Higuera Osuna                 |                                         | Aglae Mylene Higuera Osuna              | Fuerza y Corazón por Sinaloa - Partido Sinaloense - Partido Acción Nacional - Partido Revolucionario Institucional - Partido de la Revolución Democrática |            | —          |
| Flor Esther Gastelum Vertiz                |                                         | Flor Esther Gastelum Vertiz             | Partido del Trabajo |            | —          |
| Bryan Sadiel Zazueta Quiroz                |                                         | Bryan Sadiel Zazueta Quiroz             | Partido Verde Ecologista de México |            | —          |
| Jehovaneha Guadalupe Lugo Araujo           |                                         | Jehovaneha Guadalupe Lugo Araujo        | Movimiento Ciudadano |            | —          |
| Luz Verónica Avilés Rochin                 |                                         | Luz Verónica Avilés Rochin              | Movimiento Regeneración Nacional |            | —          |
| Huascar Caupolican Peña Inzunza            |                                         | Huascar Caupolican Peña Inzunza         | Partido Encuentro Solidario Sinaloa |            | —          |
|                                            |                                         | —                                       | Candidatos no registrados | —          | —          |
| Total de votos válidos                     | Total de votos válidos                  | Total de votos válidos                  | Total de votos válidos |            | —          |
| Votos nulos                                | Votos nulos                             | Votos nulos                             | Votos nulos |            | —          |
| Total de votos emitidos (participación)    | Total de votos emitidos (participación) | Total de votos emitidos (participación) | Total de votos emitidos (participación) |            | —          |
| Habitantes inscritos                       | Habitantes inscritos                    | Habitantes inscritos                    | Habitantes inscritos | 124 577    |            |
| Población                                  |                                         |                                         | |            |            |
| Instituto Electoral del Estado de Sinaloa. |                                         |                                         | |            |            |

#### Distrito VII (Guasave)
| Distrito electoral local 7 de Sinaloa      | Distrito electoral local 7 de Sinaloa   | Distrito electoral local 7 de Sinaloa   | Distrito electoral local 7 de Sinaloa | Resultados | Resultados |
| Candidato                                  | Candidato                               | Candidato                               | Partido/Coalición | Votos      | Porcentaje |
| ------------------------------------------ | --------------------------------------- | --------------------------------------- | --- | ---------- | ---------- |
| César Francisco Rojo Plascencia            |                                         | César Francisco Rojo Plascencia         | Fuerza y Corazón por Sinaloa - Partido Sinaloense - Partido Acción Nacional - Partido Revolucionario Institucional - Partido de la Revolución Democrática |            | —          |
| Iris Molinero Diarte                       |                                         | Iris Molinero Diarte                    | Partido del Trabajo |            | —          |
| Juan Carlos Villa Romero                   |                                         | Juan Carlos Villa Romero                | Candidatura Común - Partido Verde Ecologista de México - Movimiento Regeneración Nacional                                                                 |            | —          |
| Rosa Amalia Leyva Castro                   |                                         | Rosa Amalia Leyva Castro                | Movimiento Ciudadano |            | —          |
| Claudia Gámez Camargo                      |                                         | Claudia Gámez Camargo                   | Partido Encuentro Solidario Sinaloa |            | —          |
|                                            |                                         | —                                       | Candidatos no registrados | —          | —          |
| Total de votos válidos                     | Total de votos válidos                  | Total de votos válidos                  | Total de votos válidos |            | —          |
| Votos nulos                                | Votos nulos                             | Votos nulos                             | Votos nulos |            | —          |
| Total de votos emitidos (participación)    | Total de votos emitidos (participación) | Total de votos emitidos (participación) | Total de votos emitidos (participación) |            | —          |
| Habitantes inscritos                       | Habitantes inscritos                    | Habitantes inscritos                    | Habitantes inscritos | 110 364    |            |
| Población                                  |                                         |                                         | |            |            |
| Instituto Electoral del Estado de Sinaloa. |                                         |                                         | |            |            |

#### Distrito VIII (Guasave)
| Distrito electoral local 8 de Sinaloa      | Distrito electoral local 8 de Sinaloa   | Distrito electoral local 8 de Sinaloa   | Distrito electoral local 8 de Sinaloa | Resultados | Resultados |
| Candidato                                  | Candidato                               | Candidato                               | Partido/Coalición | Votos      | Porcentaje |
| ------------------------------------------ | --------------------------------------- | --------------------------------------- | --- | ---------- | ---------- |
| Luis Antonio López Quiñonez                |                                         | Luis Antonio López Quiñonez             | Fuerza y Corazón por Sinaloa - Partido Acción Nacional - Partido Revolucionario Institucional - Partido de la Revolución Democrática - Partido Sinaloense |            | —          |
| Sylvia Myriam Chávez López                 |                                         | Sylvia Myriam Chávez López              | Partido del Trabajo |            | —          |
| Martha Yolanda Dagnino Camacho             |                                         | Martha Yolanda Dagnino Camacho          | Candidatura Común - Partido Verde Ecologista de México - Movimiento Regeneración Nacional                                                                 |            | —          |
| Areli Flores Angulo                        |                                         | Areli Flores Angulo                     | Movimiento Ciudadano |            | —          |
| Luis Arturo Peimbert                       |                                         | Luis Arturo Peimbert                    | Partido Encuentro Solidario Sinaloa |            | —          |
|                                            |                                         | —                                       | Candidatos no registrados | —          | —          |
| Total de votos válidos                     | Total de votos válidos                  | Total de votos válidos                  | Total de votos válidos |            | —          |
| Votos nulos                                | Votos nulos                             | Votos nulos                             | Votos nulos |            | —          |
| Total de votos emitidos (participación)    | Total de votos emitidos (participación) | Total de votos emitidos (participación) | Total de votos emitidos (participación) |            | —          |
| Habitantes inscritos                       | Habitantes inscritos                    | Habitantes inscritos                    | Habitantes inscritos | 113 321    |            |
| Población                                  |                                         |                                         | |            |            |
| Instituto Electoral del Estado de Sinaloa. |                                         |                                         | |            |            |

#### Distrito IX (Guamúchil)
| Distrito electoral local 9 de Sinaloa      | Distrito electoral local 9 de Sinaloa   | Distrito electoral local 9 de Sinaloa   | Distrito electoral local 9 de Sinaloa | Resultados | Resultados |
| Candidato                                  | Candidato                               | Candidato                               | Partido/Coalición | Votos      | Porcentaje |
| ------------------------------------------ | --------------------------------------- | --------------------------------------- | --- | ---------- | ---------- |
| Lisbeth Daniela Mancillas Castro           |                                         | Lisbeth Daniela Mancillas Castro        | Fuerza y Corazón por Sinaloa - Partido de la Revolución Democrática - Partido Acción Nacional - Partido Revolucionario Institucional - Partido Sinaloense |            | —          |
| Gema Beroglit Salazar Soto                 |                                         | Gema Beroglit Salazar Soto              | Partido del Trabajo |            | —          |
| Jesús Montes Castro                        |                                         | Jesús Montes Castro                     | Partido Verde Ecologista de México |            | —          |
| Alejandra de Jesús Zamano Mejía            |                                         | Alejandra de Jesús Zamano Mejía         | Movimiento Ciudadano |            | —          |
| Ambrocio Chávez Chávez                     |                                         | Ambrocio Chávez Chávez                  | Movimiento Regeneración Nacional |            | —          |
| Bertha Maoly López Rodríguez               |                                         | Bertha Maoly López Rodríguez            | Partido Encuentro Solidario Sinaloa |            | —          |
|                                            |                                         | —                                       | Candidatos no registrados | —          | —          |
| Total de votos válidos                     | Total de votos válidos                  | Total de votos válidos                  | Total de votos válidos |            | —          |
| Votos nulos                                | Votos nulos                             | Votos nulos                             | Votos nulos |            | —          |
| Total de votos emitidos (participación)    | Total de votos emitidos (participación) | Total de votos emitidos (participación) | Total de votos emitidos (participación) |            | —          |
| Habitantes inscritos                       | Habitantes inscritos                    | Habitantes inscritos                    | Habitantes inscritos | 115 748    |            |
| Población                                  |                                         |                                         | |            |            |
| Instituto Electoral del Estado de Sinaloa. |                                         |                                         | |            |            |

#### Distrito X (Navolato)
| Distrito electoral local 10 de Sinaloa     | Distrito electoral local 10 de Sinaloa  | Distrito electoral local 10 de Sinaloa  | Distrito electoral local 10 de Sinaloa | Resultados | Resultados |
| Candidato                                  | Candidato                               | Candidato                               | Partido/Coalición | Votos      | Porcentaje |
| ------------------------------------------ | --------------------------------------- | --------------------------------------- | --- | ---------- | ---------- |
| Arnoldo Verdugo Aguilar                    |                                         | Arnoldo Verdugo Aguilar                 | Fuerza y Corazón por Sinaloa - Partido Revolucionario Institucional - Partido Acción Nacional - Partido de la Revolución Democrática - Partido Sinaloense |            | —          |
| María de Jesús Villegas Soto               |                                         | María de Jesús Villegas Soto            | Partido del Trabajo |            | —          |
| Bogar Gerardo Diarte Salaiz                |                                         | Bogar Gerardo Diarte Salaiz             | Partido Verde Ecologista de México |            | —          |
| Margarita Santos Guzmán                    |                                         | Margarita Santos Guzmán                 | Movimiento Ciudadano |            | —          |
| Guadalupe Santana Palma León               |                                         | Guadalupe Santana Palma León            | Movimiento Regeneración Nacional |            | —          |
| Sandra Alejandra Beltrán Cuevas            |                                         | Sandra Alejandra Beltrán Cuevas         | Partido Encuentro Solidario Sinaloa |            | —          |
|                                            |                                         | —                                       | Candidatos no registrados | —          | —          |
| Total de votos válidos                     | Total de votos válidos                  | Total de votos válidos                  | Total de votos válidos |            | —          |
| Votos nulos                                | Votos nulos                             | Votos nulos                             | Votos nulos |            | —          |
| Total de votos emitidos (participación)    | Total de votos emitidos (participación) | Total de votos emitidos (participación) | Total de votos emitidos (participación) |            | —          |
| Habitantes inscritos                       | Habitantes inscritos                    | Habitantes inscritos                    | Habitantes inscritos | 101 138    |            |
| Población                                  |                                         |                                         | |            |            |
| Instituto Electoral del Estado de Sinaloa. |                                         |                                         | |            |            |

#### Distrito XI (Culiacán de Rosales)
| Distrito electoral local 11 de Sinaloa     | Distrito electoral local 11 de Sinaloa  | Distrito electoral local 11 de Sinaloa  | Distrito electoral local 11 de Sinaloa | Resultados | Resultados |
| Candidato                                  | Candidato                               | Candidato                               | Partido/Coalición | Votos      | Porcentaje |
| ------------------------------------------ | --------------------------------------- | --------------------------------------- | --- | ---------- | ---------- |
| Óscar Javier Valdez López                  |                                         | Óscar Javier Valdez López               | Fuerza y Corazón por Sinaloa - Partido Revolucionario Institucional - Partido Acción Nacional - Partido de la Revolución Democrática - Partido Sinaloense |            | —          |
| Magdalena Marisol Angulo Ochoa             |                                         | Magdalena Marisol Angulo Ochoa          | Partido del Trabajo |            | —          |
| Yolanda Yadira Cabrera Peraza              |                                         | Yolanda Yadira Cabrera Peraza           | Partido Verde Ecologista de México |            | —          |
| Jesús Adrián Zavala Miranda                |                                         | Jesús Adrián Zavala Miranda             | Movimiento Ciudadano |            | —          |
| Kristiam Alexis Espinoza García            |                                         | Kristiam Alexis Espinoza García         | Movimiento Regeneración Nacional |            | —          |
| Apolinar García Carrera                    |                                         | Apolinar García Carrera                 | Partido Encuentro Solidario Sinaloa |            | —          |
|                                            |                                         | —                                       | Candidatos no registrados | —          | —          |
| Total de votos válidos                     | Total de votos válidos                  | Total de votos válidos                  | Total de votos válidos |            | —          |
| Votos nulos                                | Votos nulos                             | Votos nulos                             | Votos nulos |            | —          |
| Total de votos emitidos (participación)    | Total de votos emitidos (participación) | Total de votos emitidos (participación) | Total de votos emitidos (participación) |            | —          |
| Habitantes inscritos                       | Habitantes inscritos                    | Habitantes inscritos                    | Habitantes inscritos | 91 925     |            |
| Población                                  |                                         |                                         | |            |            |
| Instituto Electoral del Estado de Sinaloa. |                                         |                                         | |            |            |

#### Distrito XII (Culiacán de Rosales)
| Distrito electoral local 12 de Sinaloa     | Distrito electoral local 12 de Sinaloa  | Distrito electoral local 12 de Sinaloa  | Distrito electoral local 12 de Sinaloa | Resultados | Resultados |
| Candidato                                  | Candidato                               | Candidato                               | Partido/Coalición | Votos      | Porcentaje |
| ------------------------------------------ | --------------------------------------- | --------------------------------------- | --- | ---------- | ---------- |
| Gladys Lourdes Obeso Avendaño              |                                         | Gladys Lourdes Obeso Avendaño           | Fuerza y Corazón por Sinaloa - Partido Revolucionario Institucional - Partido Acción Nacional - Partido de la Revolución Democrática - Partido Sinaloense |            | —          |
| Rodolfo Audelo Aviléz                      |                                         | Rodolfo Audelo Aviléz                   | Partido del Trabajo |            | —          |
| Rebeca Alejandra Uriarte Ordóñez           |                                         | Rebeca Alejandra Uriarte Ordóñez        | Partido Verde Ecologista de México |            | —          |
| Paloma Guadalupe Covarrubias Salazar       |                                         | Paloma Guadalupe Covarrubias Salazar    | Movimiento Ciudadano |            | —          |
| Yadira Santiago Marcos                     |                                         | Yadira Santiago Marcos                  | Movimiento Regeneración Nacional |            | —          |
| María Elena Rodríguez Sánchez              |                                         | María Elena Rodríguez Sánchez           | Partido Encuentro Solidario Sinaloa |            | —          |
|                                            |                                         | —                                       | Candidatos no registrados | —          | —          |
| Total de votos válidos                     | Total de votos válidos                  | Total de votos válidos                  | Total de votos válidos |            | —          |
| Votos nulos                                | Votos nulos                             | Votos nulos                             | Votos nulos |            | —          |
| Total de votos emitidos (participación)    | Total de votos emitidos (participación) | Total de votos emitidos (participación) | Total de votos emitidos (participación) |            | —          |
| Habitantes inscritos                       | Habitantes inscritos                    | Habitantes inscritos                    | Habitantes inscritos | 82 438     |            |
| Población                                  |                                         |                                         | |            |            |
| Instituto Electoral del Estado de Sinaloa. |                                         |                                         | |            |            |

#### Distrito XIII (Culiacán de Rosales)
| Distrito electoral local 13 de Sinaloa     | Distrito electoral local 13 de Sinaloa  | Distrito electoral local 13 de Sinaloa  | Distrito electoral local 13 de Sinaloa | Resultados | Resultados |
| Candidato                                  | Candidato                               | Candidato                               | Partido/Coalición | Votos      | Porcentaje |
| ------------------------------------------ | --------------------------------------- | --------------------------------------- | --- | ---------- | ---------- |
| Luis Javier De La Rocha Zazueta            |                                         | Luis Javier De La Rocha Zazueta         | Fuerza y Corazón por Sinaloa - Partido Revolucionario Institucional - Partido Acción Nacional - Partido de la Revolución Democrática - Partido Sinaloense |            | —          |
| Juan Carlos Ortiz Zavalza                  |                                         | Juan Carlos Ortiz Zavalza               | Partido del Trabajo |            | —          |
| Rodolfo Valenzuela Sánchez                 |                                         | Rodolfo Valenzuela Sánchez              | Candidatura Común - Partido Verde Ecologista de México - Movimiento Regeneración Nacional                                                                 |            | —          |
| Ana Gabriela Salazar Torres                |                                         | Ana Gabriela Salazar Torres             | Movimiento Ciudadano |            | —          |
| Luis Antonio Medina Morales                |                                         | Luis Antonio Medina Morales             | Partido Encuentro Solidario Sinaloa |            | —          |
|                                            |                                         | —                                       | Candidatos no registrados | —          | —          |
| Total de votos válidos                     | Total de votos válidos                  | Total de votos válidos                  | Total de votos válidos |            | —          |
| Votos nulos                                | Votos nulos                             | Votos nulos                             | Votos nulos |            | —          |
| Total de votos emitidos (participación)    | Total de votos emitidos (participación) | Total de votos emitidos (participación) | Total de votos emitidos (participación) |            | —          |
| Habitantes inscritos                       | Habitantes inscritos                    | Habitantes inscritos                    | Habitantes inscritos | 110 064    |            |
| Población                                  |                                         |                                         | |            |            |
| Instituto Electoral del Estado de Sinaloa. |                                         |                                         | |            |            |

#### Distrito XIV (Culiacán de Rosales)
| Distrito electoral local 14 de Sinaloa     | Distrito electoral local 14 de Sinaloa  | Distrito electoral local 14 de Sinaloa  | Distrito electoral local 14 de Sinaloa | Resultados | Resultados |
| Candidato                                  | Candidato                               | Candidato                               | Partido/Coalición | Votos      | Porcentaje |
| ------------------------------------------ | --------------------------------------- | --------------------------------------- | --- | ---------- | ---------- |
| Sadol Osorio Porras                        |                                         | Sadol Osorio Porras                     | Fuerza y Corazón por Sinaloa - Partido Acción Nacional - Partido Revolucionario Institucional - Partido de la Revolución Democrática - Partido Sinaloense |            | —          |
| Elizabeth Ávila Carrancio                  |                                         | Elizabeth Ávila Carrancio               | Partido del Trabajo |            | —          |
| María Antonia Sarabia Ibarra               |                                         | María Antonia Sarabia Ibarra            | Partido Verde Ecologista de México |            | —          |
| José María Alarid Coronel                  |                                         | José María Alarid Coronel               | Movimiento Ciudadano |            | —          |
| Sthefany Rea Reatiga                       |                                         | Sthefany Rea Reatiga                    | Movimiento Regeneración Nacional |            | —          |
| José Quintin Morales                       |                                         | José Quintin Morales                    | Partido Encuentro Solidario Sinaloa |            | —          |
|                                            |                                         | —                                       | Candidatos no registrados | —          | —          |
| Total de votos válidos                     | Total de votos válidos                  | Total de votos válidos                  | Total de votos válidos |            | —          |
| Votos nulos                                | Votos nulos                             | Votos nulos                             | Votos nulos |            | —          |
| Total de votos emitidos (participación)    | Total de votos emitidos (participación) | Total de votos emitidos (participación) | Total de votos emitidos (participación) |            | —          |
| Habitantes inscritos                       | Habitantes inscritos                    | Habitantes inscritos                    | Habitantes inscritos | 113 330    |            |
| Población                                  |                                         |                                         | |            |            |
| Instituto Electoral del Estado de Sinaloa. |                                         |                                         | |            |            |

#### Distrito XV (Culiacán de Rosales)
| Distrito electoral local 15 de Sinaloa     | Distrito electoral local 15 de Sinaloa  | Distrito electoral local 15 de Sinaloa  | Distrito electoral local 15 de Sinaloa | Resultados | Resultados |
| Candidato                                  | Candidato                               | Candidato                               | Partido/Coalición | Votos      | Porcentaje |
| ------------------------------------------ | --------------------------------------- | --------------------------------------- | --- | ---------- | ---------- |
| Eduardo Barrantes Velarde                  |                                         | Eduardo Barrantes Velarde               | Fuerza y Corazón por Sinaloa - Partido Acción Nacional - Partido Revolucionario Institucional - Partido de la Revolución Democrática - Partido Sinaloense |            | —          |
| Blanca Angélica Lora Juárez                |                                         | Blanca Angélica Lora Juárez             | Partido del Trabajo |            | —          |
| Sarahi Palazuelos Lara                     |                                         | Sarahi Palazuelos Lara                  | Partido Verde Ecologista de México |            | —          |
| Luis Armando Colosio Alarid                |                                         | Luis Armando Colosio Alarid             | Movimiento Ciudadano |            | —          |
| Arely Berenice Ruiz López                  |                                         | Arely Berenice Ruiz López               | Movimiento Regeneración Nacional |            | —          |
| Ramón Pedro Mercado Medina                 |                                         | Ramón Pedro Mercado Medina              | Partido Encuentro Solidario Sinaloa |            | —          |
|                                            |                                         | —                                       | Candidatos no registrados | —          | —          |
| Total de votos válidos                     | Total de votos válidos                  | Total de votos válidos                  | Total de votos válidos |            | —          |
| Votos nulos                                | Votos nulos                             | Votos nulos                             | Votos nulos |            | —          |
| Total de votos emitidos (participación)    | Total de votos emitidos (participación) | Total de votos emitidos (participación) | Total de votos emitidos (participación) |            | —          |
| Habitantes inscritos                       | Habitantes inscritos                    | Habitantes inscritos                    | Habitantes inscritos | 89 463     |            |
| Población                                  |                                         |                                         | |            |            |
| Instituto Electoral del Estado de Sinaloa. |                                         |                                         | |            |            |

#### Distrito XVI (Culiacán de Rosales)
|  | 26.84 % |

|  | 3.57 % |

|  | 5.50 % |

|  | 6.85 % |

|  | 55.89 % |

|  | 1.17 % |

|  | 0.07 % |

|  | 95.4 % |

|  | 4.9 % |

|  | 47.32 % |

#### Distrito XVII (Culiacán de Rosales)
| Distrito electoral local 17 de Sinaloa     | Distrito electoral local 17 de Sinaloa  | Distrito electoral local 17 de Sinaloa  | Distrito electoral local 17 de Sinaloa | Resultados | Resultados |
| Candidato                                  | Candidato                               | Candidato                               | Partido/Coalición | Votos      | Porcentaje |
| ------------------------------------------ | --------------------------------------- | --------------------------------------- | --- | ---------- | ---------- |
| Gene René Bojorquez Ruiz                   |                                         | Gene René Bojorquez Ruiz                | Fuerza y Corazón por Sinaloa - Partido Sinaloense - Partido Acción Nacional - Partido Revolucionario Institucional - Partido de la Revolución Democrática |            | —          |
| Olmes Homar Salas Gastelum                 |                                         | Olmes Homar Salas Gastelum              | Partido del Trabajo |            | —          |
| José Santos Aispuro Calderón               |                                         | José Santos Aispuro Calderón            | Partido Verde Ecologista de México |            | —          |
| Luis Ángel Armenta Zazueta                 |                                         | Luis Ángel Armenta Zazueta              | Movimiento Ciudadano |            | —          |
| Erika Rubí Martínez Rodríguez              |                                         | Erika Rubí Martínez Rodríguez           | Movimiento Regeneración Nacional |            | —          |
| Agustín Flores García                      |                                         | Agustín Flores García                   | Partido Encuentro Solidario Sinaloa |            | —          |
|                                            |                                         | —                                       | Candidatos no registrados | —          | —          |
| Total de votos válidos                     | Total de votos válidos                  | Total de votos válidos                  | Total de votos válidos |            | —          |
| Votos nulos                                | Votos nulos                             | Votos nulos                             | Votos nulos |            | —          |
| Total de votos emitidos (participación)    | Total de votos emitidos (participación) | Total de votos emitidos (participación) | Total de votos emitidos (participación) |            | —          |
| Habitantes inscritos                       | Habitantes inscritos                    | Habitantes inscritos                    | Habitantes inscritos | 85 448     |            |
| Población                                  |                                         |                                         | |            |            |
| Instituto Electoral del Estado de Sinaloa. |                                         |                                         | |            |            |

#### Distrito XVIII (Eldorado)
| Distrito electoral local 18 de Sinaloa     | Distrito electoral local 18 de Sinaloa  | Distrito electoral local 18 de Sinaloa  | Distrito electoral local 18 de Sinaloa | Resultados | Resultados |
| Candidato                                  | Candidato                               | Candidato                               | Partido/Coalición | Votos      | Porcentaje |
| ------------------------------------------ | --------------------------------------- | --------------------------------------- | --- | ---------- | ---------- |
| Marco Antonio García Espinoza              |                                         | Marco Antonio García Espinoza           | Fuerza y Corazón por Sinaloa - Partido de la Revolución Democrática - Partido Acción Nacional - Partido Revolucionario Institucional - Partido Sinaloense |            | —          |
| Gilberto Izabal Zazueta                    |                                         | Gilberto Izabal Zazueta                 | Partido del Trabajo |            | —          |
| Jesús Ramón Mendoza Félix                  |                                         | Jesús Ramón Mendoza Félix               | Partido Verde Ecologista de México |            | —          |
| Mirna Velásquez López                      |                                         | Mirna Velásquez López                   | Movimiento Ciudadano |            | —          |
| Serapio Vargas Ramírez                     |                                         | Serapio Vargas Ramírez                  | Movimiento Regeneración Nacional |            | —          |
| Evelyn Yamileth Burgueño Martínez          |                                         | Evelyn Yamileth Burgueño Martínez       | Partido Encuentro Solidario Sinaloa |            | —          |
|                                            |                                         | —                                       | Candidatos no registrados | —          | —          |
| Total de votos válidos                     | Total de votos válidos                  | Total de votos válidos                  | Total de votos válidos |            | —          |
| Votos nulos                                | Votos nulos                             | Votos nulos                             | Votos nulos |            | —          |
| Total de votos emitidos (participación)    | Total de votos emitidos (participación) | Total de votos emitidos (participación) | Total de votos emitidos (participación) |            | —          |
| Habitantes inscritos                       | Habitantes inscritos                    | Habitantes inscritos                    | Habitantes inscritos | 86 895     |            |
| Población                                  |                                         |                                         | |            |            |
| Instituto Electoral del Estado de Sinaloa. |                                         |                                         | |            |            |

#### Distrito XIX (La Cruz)
| Distrito electoral local 19 de Sinaloa     | Distrito electoral local 19 de Sinaloa  | Distrito electoral local 19 de Sinaloa  | Distrito electoral local 19 de Sinaloa | Resultados | Resultados |
| Candidato                                  | Candidato                               | Candidato                               | Partido/Coalición | Votos      | Porcentaje |
| ------------------------------------------ | --------------------------------------- | --------------------------------------- | --- | ---------- | ---------- |
| Viridiana Camacho Millán                   |                                         | Viridiana Camacho Millán                | Fuerza y Corazón por Sinaloa - Partido Sinaloense - Partido Acción Nacional - Partido Revolucionario Institucional - Partido de la Revolución Democrática |            | —          |
| Angélica Guadalupe García Mendoza          |                                         | Angélica Guadalupe García Mendoza       | Partido del Trabajo |            | —          |
| Yeraldine Bonilla Valverde                 |                                         | Yeraldine Bonilla Valverde              | Candidatura Común - Partido Verde Ecologista de México - Movimiento Regeneración Nacional                                                                 |            | —          |
| Alicia Abigaíl Gutiérrez Mancillas         |                                         | Alicia Abigaíl Gutiérrez Mancillas      | Movimiento Ciudadano |            | —          |
| Ana Rosa Ruiz García                       |                                         | Ana Rosa Ruiz García                    | Partido Encuentro Solidario Sinaloa |            | —          |
|                                            |                                         | —                                       | Candidatos no registrados | —          | —          |
| Total de votos válidos                     | Total de votos válidos                  | Total de votos válidos                  | Total de votos válidos |            | —          |
| Votos nulos                                | Votos nulos                             | Votos nulos                             | Votos nulos |            | —          |
| Total de votos emitidos (participación)    | Total de votos emitidos (participación) | Total de votos emitidos (participación) | Total de votos emitidos (participación) |            | —          |
| Habitantes inscritos                       | Habitantes inscritos                    | Habitantes inscritos                    | Habitantes inscritos | 89 181     |            |
| Población                                  |                                         |                                         | |            |            |
| Instituto Electoral del Estado de Sinaloa. |                                         |                                         | |            |            |

#### Distrito XX (Mazatlán)
| Distrito electoral local 20 de Sinaloa     | Distrito electoral local 20 de Sinaloa  | Distrito electoral local 20 de Sinaloa  | Distrito electoral local 20 de Sinaloa | Resultados | Resultados |
| Candidato                                  | Candidato                               | Candidato                               | Partido/Coalición | Votos      | Porcentaje |
| ------------------------------------------ | --------------------------------------- | --------------------------------------- | --- | ---------- | ---------- |
| América Cynthia Carrasco Valenzuela        |                                         | América Cynthia Carrasco Valenzuela     | Fuerza y Corazón por Sinaloa - Partido Sinaloense - Partido Acción Nacional - Partido Revolucionario Institucional - Partido de la Revolución Democrática |            | —          |
| Rosana María Valdez Zamora                 |                                         | Rosana María Valdez Zamora              | Partido del Trabajo |            | —          |
| María Candelaria Castorena Govea           |                                         | María Candelaria Castorena Govea        | Partido Verde Ecologista de México |            | —          |
| Sergio Antonio Lizarraga Iturralde         |                                         | Sergio Antonio Lizarraga Iturralde      | Movimiento Ciudadano |            | —          |
| Karla Daniela Ulloa Rodríguez              |                                         | Karla Daniela Ulloa Rodríguez           | Movimiento Regeneración Nacional |            | —          |
| Dalia Guadalupe Martínez Salcido           |                                         | Dalia Guadalupe Martínez Salcido        | Partido Encuentro Solidario Sinaloa |            | —          |
|                                            |                                         | —                                       | Candidatos no registrados | —          | —          |
| Total de votos válidos                     | Total de votos válidos                  | Total de votos válidos                  | Total de votos válidos |            | —          |
| Votos nulos                                | Votos nulos                             | Votos nulos                             | Votos nulos |            | —          |
| Total de votos emitidos (participación)    | Total de votos emitidos (participación) | Total de votos emitidos (participación) | Total de votos emitidos (participación) |            | —          |
| Habitantes inscritos                       | Habitantes inscritos                    | Habitantes inscritos                    | Habitantes inscritos | 94 554     |            |
| Población                                  |                                         |                                         | |            |            |
| Instituto Electoral del Estado de Sinaloa. |                                         |                                         | |            |            |

#### Distrito XXI (Mazatlán)
| Distrito electoral local 21 de Sinaloa     | Distrito electoral local 21 de Sinaloa  | Distrito electoral local 21 de Sinaloa  | Distrito electoral local 21 de Sinaloa | Resultados | Resultados |
| Candidato                                  | Candidato                               | Candidato                               | Partido/Coalición | Votos      | Porcentaje |
| ------------------------------------------ | --------------------------------------- | --------------------------------------- | --- | ---------- | ---------- |
| María del Rosario Osuna Gutiérrez          |                                         | María del Rosario Osuna Gutiérrez       | Fuerza y Corazón por Sinaloa - Partido Sinaloense - Partido Acción Nacional - Partido Revolucionario Institucional - Partido de la Revolución Democrática |            | —          |
| Jorge Vicente Loiza Bueno                  |                                         | Jorge Vicente Loiza Bueno               | Partido del Trabajo |            | —          |
| Leonardo Germán Gandarilla                 |                                         | Leonardo Germán Gandarilla              | Partido Verde Ecologista de México |            | —          |
| Daniela Mora Ortiz Monasterio              |                                         | Daniela Mora Ortiz Monasterio           | Movimiento Ciudadano |            | —          |
| Carlos de Jesús Escobar Sánchez            |                                         | Carlos de Jesús Escobar Sánchez         | Movimiento Regeneración Nacional |            | —          |
| David Alejandro Amaro Rodríguez            |                                         | David Alejandro Amaro Rodríguez         | Partido Encuentro Solidario Sinaloa |            | —          |
|                                            |                                         | —                                       | Candidatos no registrados | —          | —          |
| Total de votos válidos                     | Total de votos válidos                  | Total de votos válidos                  | Total de votos válidos |            | —          |
| Votos nulos                                | Votos nulos                             | Votos nulos                             | Votos nulos |            | —          |
| Total de votos emitidos (participación)    | Total de votos emitidos (participación) | Total de votos emitidos (participación) | Total de votos emitidos (participación) |            | —          |
| Habitantes inscritos                       | Habitantes inscritos                    | Habitantes inscritos                    | Habitantes inscritos | 110 672    |            |
| Población                                  |                                         |                                         | |            |            |
| Instituto Electoral del Estado de Sinaloa. |                                         |                                         | |            |            |

#### Distrito XXII (Mazatlán)
| Distrito electoral local 22 de Sinaloa     | Distrito electoral local 22 de Sinaloa  | Distrito electoral local 22 de Sinaloa  | Distrito electoral local 22 de Sinaloa | Resultados | Resultados |
| Candidato                                  | Candidato                               | Candidato                               | Partido/Coalición | Votos      | Porcentaje |
| ------------------------------------------ | --------------------------------------- | --------------------------------------- | --- | ---------- | ---------- |
| José Luis Gómez Flores                     |                                         | José Luis Gómez Flores                  | Fuerza y Corazón por Sinaloa - Partido Revolucionario Institucional - Partido Acción Nacional - Partido de la Revolución Democrática - Partido Sinaloense |            | —          |
| Luis Guillermo Benítez Torres              |                                         | Luis Guillermo Benítez Torres           | Partido del Trabajo |            | —          |
| Dino Duran Ibarra                          |                                         | Dino Duran Ibarra                       | Partido Verde Ecologista de México |            | —          |
| Gloria Denisse Tirado Cárdenas             |                                         | Gloria Denisse Tirado Cárdenas          | Movimiento Ciudadano |            | —          |
| Rita Fierro Reyes                          |                                         | Rita Fierro Reyes                       | Movimiento Regeneración Nacional |            | —          |
| Antonio de Jesús Vega Salazar              |                                         | Antonio de Jesús Vega Salazar           | Partido Encuentro Solidario Sinaloa |            | —          |
|                                            |                                         | —                                       | Candidatos no registrados | —          | —          |
| Total de votos válidos                     | Total de votos válidos                  | Total de votos válidos                  | Total de votos válidos |            | —          |
| Votos nulos                                | Votos nulos                             | Votos nulos                             | Votos nulos |            | —          |
| Total de votos emitidos (participación)    | Total de votos emitidos (participación) | Total de votos emitidos (participación) | Total de votos emitidos (participación) |            | —          |
| Habitantes inscritos                       | Habitantes inscritos                    | Habitantes inscritos                    | Habitantes inscritos | 105 398    |            |
| Población                                  |                                         |                                         | |            |            |
| Instituto Electoral del Estado de Sinaloa. |                                         |                                         | |            |            |

#### Distrito XXIII (Mazatlán)
| Distrito electoral local 23 de Sinaloa     | Distrito electoral local 23 de Sinaloa  | Distrito electoral local 23 de Sinaloa  | Distrito electoral local 23 de Sinaloa | Resultados | Resultados |
| Candidato                                  | Candidato                               | Candidato                               | Partido/Coalición | Votos      | Porcentaje |
| ------------------------------------------ | --------------------------------------- | --------------------------------------- | --- | ---------- | ---------- |
| Martín Pérez Torres                        |                                         | Martín Pérez Torres                     | Fuerza y Corazón por Sinaloa - Partido Acción Nacional - Partido Revolucionario Institucional - Partido de la Revolución Democrática - Partido Sinaloense |            | —          |
| Leodegario García Noriega                  |                                         | Leodegario García Noriega               | Partido del Trabajo |            | —          |
| Mario Rafael González Sánchez              |                                         | Mario Rafael González Sánchez           | Partido Verde Ecologista de México |            | —          |
| Pedro Ramírez Urzua                        |                                         | Pedro Ramírez Urzua                     | Movimiento Ciudadano |            | —          |
| Juan Carlos Patrón Rosales                 |                                         | Juan Carlos Patrón Rosales              | Movimiento Regeneración Nacional |            | —          |
| Jazmín Azucena Camacho Ruiz                |                                         | Jazmín Azucena Camacho Ruiz             | Partido Encuentro Solidario Sinaloa |            | —          |
|                                            |                                         | —                                       | Candidatos no registrados | —          | —          |
| Total de votos válidos                     | Total de votos válidos                  | Total de votos válidos                  | Total de votos válidos |            | —          |
| Votos nulos                                | Votos nulos                             | Votos nulos                             | Votos nulos |            | —          |
| Total de votos emitidos (participación)    | Total de votos emitidos (participación) | Total de votos emitidos (participación) | Total de votos emitidos (participación) |            | —          |
| Habitantes inscritos                       | Habitantes inscritos                    | Habitantes inscritos                    | Habitantes inscritos | 89 559     |            |
| Población                                  |                                         |                                         | |            |            |
| Instituto Electoral del Estado de Sinaloa. |                                         |                                         | |            |            |

#### Distrito XXIV (El Rosario)
| Distrito electoral local 24 de Sinaloa     | Distrito electoral local 24 de Sinaloa  | Distrito electoral local 24 de Sinaloa  | Distrito electoral local 24 de Sinaloa | Resultados | Resultados |
| Candidato                                  | Candidato                               | Candidato                               | Partido/Coalición | Votos      | Porcentaje |
| ------------------------------------------ | --------------------------------------- | --------------------------------------- | --- | ---------- | ---------- |
| Rebeca Guadalupe Velarde Díaz              |                                         | Rebeca Guadalupe Velarde Díaz           | Fuerza y Corazón por Sinaloa - Partido Acción Nacional - Partido Revolucionario Institucional - Partido de la Revolución Democrática - Partido Sinaloense |            | —          |
| Ramón Moreno Prado                         |                                         | Ramón Moreno Prado                      | Partido del Trabajo |            | —          |
| Aída Fernanda Oceguera Burques             |                                         | Aída Fernanda Oceguera Burques          | Partido Verde Ecologista de México |            | —          |
| Ana Luisa Bautista Gayosso                 |                                         | Ana Luisa Bautista Gayosso              | Movimiento Ciudadano |            | —          |
| Rosario Guadalupe Sarabia Soto             |                                         | Rosario Guadalupe Sarabia Soto          | Movimiento Regeneración Nacional |            | —          |
| Héctor Ulises Milán Guevara                |                                         | Héctor Ulises Milán Guevara             | Partido Encuentro Solidario Sinaloa |            | —          |
|                                            |                                         | —                                       | Candidatos no registrados | —          | —          |
| Total de votos válidos                     | Total de votos válidos                  | Total de votos válidos                  | Total de votos válidos |            | —          |
| Votos nulos                                | Votos nulos                             | Votos nulos                             | Votos nulos |            | —          |
| Total de votos emitidos (participación)    | Total de votos emitidos (participación) | Total de votos emitidos (participación) | Total de votos emitidos (participación) |            | —          |
| Habitantes inscritos                       | Habitantes inscritos                    | Habitantes inscritos                    | Habitantes inscritos | 102 906    |            |
| Población                                  |                                         |                                         | |            |            |
| Instituto Electoral del Estado de Sinaloa. |                                         |                                         | |            |            |